# Mollwitzi csata
A mollwitzi csatában, a Breslautól 20 km-re délkeletre található (ma Małujowice nevű) falunál, 1741. április 10-én mérte az első vereséget Poroszország a Habsburgokra az első sziléziai háború során. A csatában mindkét fél súlyos harcászati hibákat vétett, de végül a poroszoknak sikerült felülkerekedni és ezzel megerősítették korábbi eredményeiket.

## A seregek felvonulása
Wilhelm Reinhard von Neipperg vezetésével 1741 márciusában érkeztek osztrák csapatok Szilézia visszafoglalására, mely területet a poroszok 1740 decemberében Neisse és Brieg erődítményeinek kivételével megszállták. Mielőtt II. Frigyes porosz király csapatait összegyűjthette volna a téli szállásaikról, az osztrákok Briegig nyomultak előre, és így elvágták az összeköttetését Breslauval és Berlinnel.
Frigyesnek északra kellett vonulnia, hogy megtámadja az osztrákokat. Csapatait nem a megszokott módon, jóval a vonalak mögött kiépített harcálláspontról vezényelte, hanem az egyik szárny közvetlen vezetését vette át. Fogságba esésének esetére 1741 tavaszán Heinrich von Podewils miniszterének a következőket hagyta meg: „Ha egy szerencsétlen véletlen folytán fogságba esnék, azt parancsolom Önnek, hogy távollétem ideje alatt a parancsaimat ne teljesítse, hanem a testvéremet tanácsokkal lássa el és az államot semmiféle méltatlan cselekedettel le ne alacsonyítsák az én kiszabadításom érdekében […] csak addig vagyok király, amíg szabad vagyok.” – „Je ne suis roi que lorsque je suis libre.” Ez lett a király egyik leggyakrabban idézett mondata.
A poroszok április 10-én reggel hét órakor találtak a Mollwitznál hóviharban táborozó osztrákokra, a foglyul ejtett katonák pedig elárulták nekik Neipperg seregének pontos elhelyezkedését is. A 23 400 fős porosz sereg 31 zászlóalját és 35 lovasszázadát 53 ágyú támogatta. A porosz sereg öt oszlopba rendeződött, és 10 órakor a mély hóban megindult Mollwitz felé. A hóesés és a nagy köd okozta rossz látási viszonyok révén a poroszok 2000 lépésnyire meg tudták közelíteni az osztrák tábort, mire azok észlelték a támadókat. Neipperg a szállása ablakából látta már a poroszokat, miközben katonáinak jó része még aludt. Ráadásul a seregét északnyugatról jövő támadást várva állította fel, a poroszok viszont délkeletről érkeztek. Az ellenség meglepetését látva Frigyes csapatait a begyakorlott kétvonalas hadrendben állította fel egy mintaszerű támadáshoz ahelyett, hogy azonnal támadott volna. Ráadásul rosszul mérte fel a jobbján kanyargó folyótól, és több alakulatot annak kanyarulata mögé irányított; ezek nem tudtak beavatkozni a küzdelembe. Ugyanitt a jobb szárnyon egyes alakulatokat a hadrendre merőlegesen állított fel. Állítólag Schwerin felhívta a figyelmét arra, hogy rosszul becsülte fel a távolságokat, de a tanácsot nem vette figyelembe. Erre később így emlékezett vissza: „Akkoriban nem volt elég rálátásom, hogy abból profitálhattam volna.” Így az osztrákok időt nyertek a seregük csatarendbe állításához, és odalett a meglepetés előnye.

## A csata

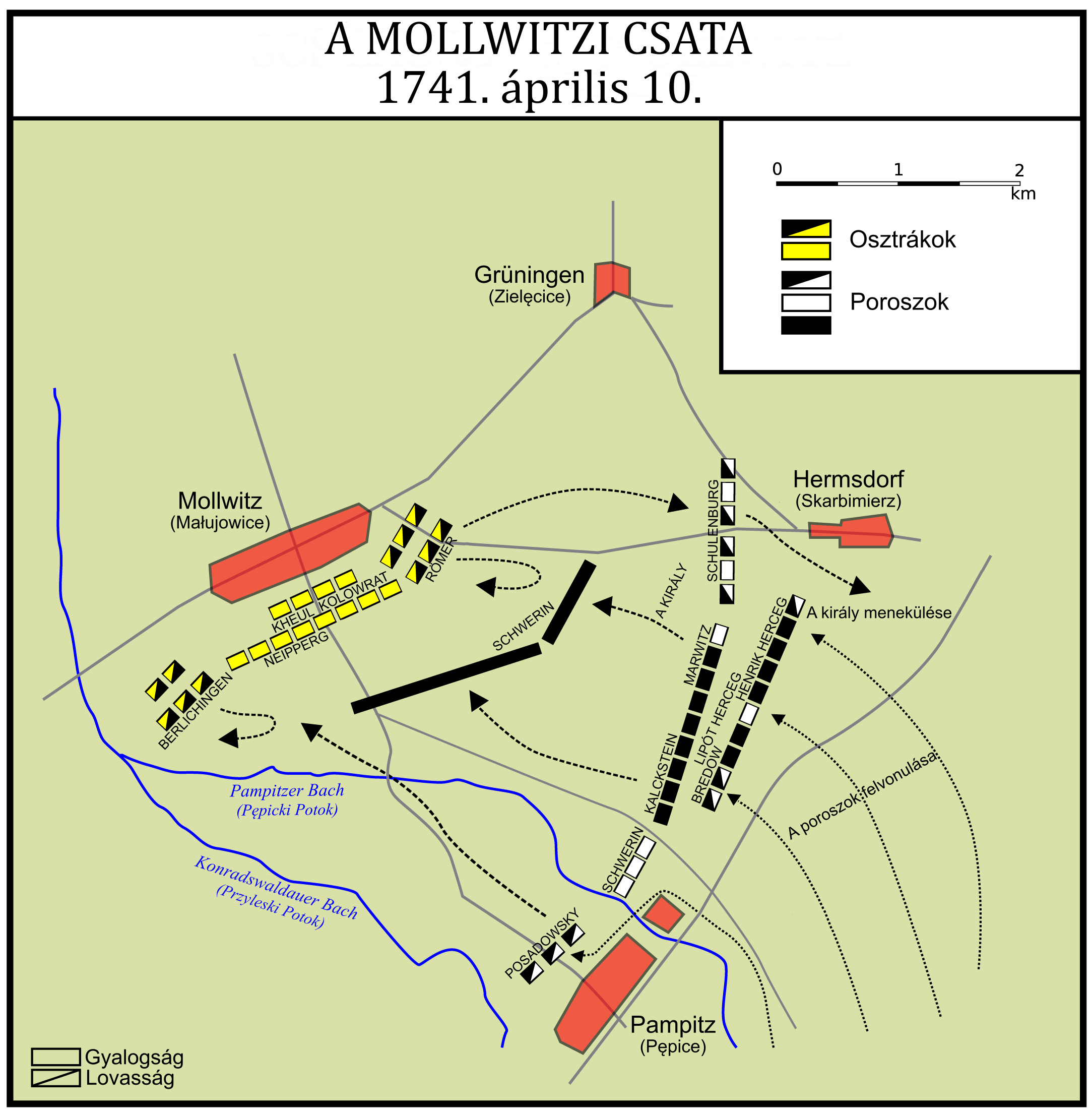
A mollwitzi csata

Neipperg közel 20 000 emberéből 18 zászlóaljnyi gyalogos volt. Csak 18 ágyúja volt, de volt 86 lovasszázada. 13:30-kor a hatékony porosz tüzérség tüzet nyitott, és nagy gondot okozott az osztrákoknak. 14:00-kor Karl Joachim von Römer altábornagy, az osztrák balszárnyon lévő 4500 fős lovasság parancsnoka úgy döntött, hogy hat ezredével a porosz ágyúk hatókörén kívül maradva megtámadja a Friedrich von der Schulenburg vezette porosz jobbszárnyat. A poroszok jobbszárnyán lévő lovasságot megfutamították, majd a jobb szárnyukon lévő gyalogságra vetették magukat. Káosz lett úrrá a poroszok soraiban: volt, hogy a helytelenül felállított gyalogság saját csapatait lőtte. Az osztrákok a 11. vértes ezred személyesen Frigyes által vezetett ellentámadását is visszaverték.
Römer lovasságának rohamát végül a gyalogság sortüzei állították meg. Ebben különösen nagy szerepet játszott a Winterfeldt és a Bolstern gránátos-zászlóalj, amelyeket a terepviszonyok miatt véletlenül a támadó vonal két szárnya között állottak fel, így meg tudták akadályozni az osztrák lovasságot abban, hogy betörjön a porosz vonalak közé. A porosz gyalogság sortüzében Römer altábornagy is életét veszítette egy fejlövés miatt. Időközben az osztrák tüzérség is belőtte magát a fenyegetett porosz jobbszárnyon.
Kurt Christoph von Schwerin tábornagy meg akarta óvni, a király életét, és tanácsára Frigyes ebben a kritikus pillanatban Oppeln felé elmenekült a csatatérről. Mivel azonban Oppelnt már megszállták az osztrákok, éjfél után visszaindult Mollwitz felé, és útközben Löwennél érte a hír, hogy a csatát megnyerték. A porosz gyalogság ugyanis visszaverte az újabb, a bal szárnyon indított osztrák lovasrohamot, majd Schwerin vezetésével, feltűzött bajonettekkel támadásra indult, és eldöntötte a csatát.
Amikor már mindkét szárny parancsnoka elesett, egyik tisztje megkérdezte Schwerint, hogy merre vonuljanak vissza. "Az ellenségeink holttestei felett vonulunk vissza!" — híresült el Schwerin válasza.

## Összegzés
A csatában az osztrákok 5340, a poroszok 5500 embert veszítettek. Más források a porosz veszteséget 4900-ra (a 24 000-ből), az osztrákot 4500-ra (19 000-ből) teszik. Döntőnek bizonyult a porosz gyalogság fegyelmezettsége és az általuk használt kovás puskák nagyobb tűzgyorsasága. Ezekkel percenként 4-5 sortüzet is tudtak lőni, és így jóval hatékonyabbak voltak az osztrákoknál.
A porosz lovasság visszavonulását gyakran annak „csődjeként” értékelik. Frigyes megítélése szerint: „A lovasság annyit sem ér, hogy az ördög elvigye”. A Mollwitznál szerzett tapasztalatok nagyban befolyásolták a később bevezetett reformok során a huszárság alkalmazására bevezetett irányelveket. 1741-től több huszárezredet alkalmaztak könnyűlovasságként az ellenséges erők felderítésére és a saját szárnyaik védelmére.
Frigyes megfogadta, hogy soha többet nem hagyja el a csatateret, és ehhez a fogadalmához hű maradt. Később megjegyezte, hogy "Mollwitz volt az én iskolám." Innentől hadvezetési stílusát az agresszió jellemezte, és a csapatait is ebben a szellemben képezte ki. A lovasságnak meghagyta, hogy soha ne várja állva az ellenséges lovasság rohamát. "A porosz hadsereg mindig támad" — hangoztatta gyakran.
A csata után az osztrákok Neiße erődjébe vonultak vissza, a poroszok így újra helyreállították az összeköttetést Alsó-Sziléziával és ismét ostrom alá vehették Brieget. Meghiúsították Neipperg felmentési kísérletét, és május 4-én sikerült megadásra kényszeríteniük a várat.
A mollwitzi győzelem sokat javított Poroszország külpolitikai megítélésén. Nagyban hozzájárult ahhoz, hogy Franciaország szövetségre lépjen vele az osztrák örökösödési háborúvá szélesedő konfliktusban.
1878. november 5-én a porosz győzelem emlékére egy obeliszket állítottak a csata helyszínén.

## Fordítás
- Ez a szócikk részben vagy egészben  a   Battle of Mollwitz című angol Wikipédia-szócikk ezen változatának fordításán alapul.  Az eredeti cikk szerkesztőit annak laptörténete sorolja fel. Ez a jelzés csupán a megfogalmazás eredetét és a szerzői jogokat jelzi, nem szolgál a cikkben szereplő információk forrásmegjelöléseként.
- Ez a szócikk részben vagy egészben  a   Schlacht bei Mollwitz című német Wikipédia-szócikk ezen változatának fordításán alapul.  Az eredeti cikk szerkesztőit annak laptörténete sorolja fel. Ez a jelzés csupán a megfogalmazás eredetét és a szerzői jogokat jelzi, nem szolgál a cikkben szereplő információk forrásmegjelöléseként.